# Quyền LGBT ở Ukraina
Quyền đồng tính nữ, đồng tính nam, song tính và chuyển giới ở Ukraina có thể phải đối mặt với những thách thức pháp lý mà những người không phải LGBT không gặp phải. Phi thương mại, hoạt động tình dục đồng giới giữa người lớn đồng ý riêng tư là hợp pháp ở Ukraina, nhưng thái độ xã hội phổ biến thường được mô tả là không khoan dung với người LGBT và hộ gia đình do cặp đồng giới không đủ điều kiện cho bất kỳ sự bảo vệ pháp lý tương tự có sẵn cho các cặp vợ chồng khác giới.
Kể từ khi Liên Xô tan rã và Ukraina độc lập vào năm 1991, cộng đồng LGBT của Ukraina đã dần trở nên rõ ràng hơn và có tổ chức hơn về mặt chính trị, tổ chức một số sự kiện LGBT tại Kiev, Odessa, Kharkov và Kryvyi Rih. Những sự kiện này đã bị tấn công bởi các cuộc tấn công bạo lực của các nhóm quốc gia và bị chính quyền hủy bỏ. Hầu hết người Ukraina liên kết với Chính thống giáo Đông phương, có ảnh hưởng đáng kể đến nhận thức của xã hội đối với các thành viên của cộng đồng LGBT. Giáo hội Chính thống đã phản đối các sự kiện và nhóm LGBT, thường nhân danh "chống lại sự vô đạo đức", và thậm chí còn khuyến khích các cuộc tấn công bạo lực. Do đó, nhiều người LGBT ở Ukraina báo cáo cảm thấy cần phải nói dối về xu hướng tình dục thực sự hoặc bản sắc giới tính của họ để tránh trở thành mục tiêu của sự phân biệt đối xử hoặc quấy rối bạo lực. Một số chính trị gia đã đề xuất đàn áp tự do ngôn luận và tự do hội họp và lập hội cho người LGBT, bằng cách ban hành cái gọi là luật "chống tuyên truyền".
Trong một nghiên cứu ở Châu Âu năm 2010, 28% người dân Ukraina được thăm dò tin rằng các cá nhân LGBT nên sống tự do và bao giờ họ thích. Một cuộc thăm dò năm 2017 cho thấy 56% người dân Ukraina tin rằng những người đồng tính nam và song tính nên được hưởng quyền bình đẳng, đánh dấu một sự thay đổi đáng kể trong dư luận. Thái độ đang trở nên chấp nhận hơn, phù hợp với xu hướng trên toàn thế giới. Năm 2015, Quốc hội Ukraina đã phê chuẩn luật chống phân biệt đối xử việc làm bao gồm khuynh hướng tình dục và bản dạng giới, và năm 2016, các quan chức Ukraina đã đơn giản hóa quá trình chuyển đổi cho người chuyển giới và bắt đầu cho phép người đồng tính nam và song tính hiến máu. Mong muốn gia nhập Liên minh châu Âu của Ukraine đã tác động mạnh mẽ đến cách tiếp cận của họ đối với quyền LGBT. Hiệp hội đồng tính nữ, đồng tính nam, song tính, chuyển giới và liên giới tính quốc tế đã xếp hạng Ukraina thứ 36 trong số 49 quốc gia châu Âu về luật pháp về quyền LGBT, tương tự như các thành viên EU Litva và Romania.

## Bảng tóm tắt
| Hoạt động tình dục đồng giới hợp pháp                                                                                       | (Từ năm 1991)                                                       |
| Độ tuổi đồng ý | (Từ năm 1991)                                                       |
| Luật chống phân biệt đối xử chỉ trong việc làm                                                                              | (Từ năm 2015)                                                       |
| Luật chống phân biệt đối xử trong việc cung cấp hàng hóa và dịch vụ                                                         | No                                                                  |
| Luật chống phân biệt đối xử trong tất cả các lĩnh vực khác (bao gồm phân biệt đối xử gián tiếp, ngôn từ kích động thù địch) | No                                                                  |
| Hôn nhân đồng giới | (Hiến pháp định nghĩa hôn nhân là sự kết hợp giữa nam và nữ)        |
| Công nhận các cặp đồng giới                                                                                                 | No                                                                  |
| Cá nhân LGBT được phép nhận nuôi                                                                                            | Yes                                                                 |
| Con nuôi của các cặp vợ chồng đồng giới                                                                                     | No                                                                  |
| Con nuôi chung của các cặp đồng giới                                                                                        | No                                                                  |
| Người LGB được phép phục vụ công khai trong quân đội                                                                        | Yes                                                                 |
| Quyền thay đổi giới tính hợp pháp                                                                                           | (Từ năm 1992)                                                       |
| Truy cập IVF cho đồng tính nữ                                                                                               | Yes                                                                 |
| Liệu pháp chuyển đổi bị cấm ở trẻ vị thành niên                                                                             | No                                                                  |
| Đồng tính luyến ái giải mật như một căn bệnh                                                                                | (Từ năm 1991)                                                       |
| Mang thai hộ cho các cặp đồng tính nam                                                                                      | (Bất hợp pháp cho tất cả các cặp vợ chồng bất kể xu hướng tình dục) |
| NQHN được phép hiến máu | (Từ năm 2016)                                                       |